# Vipsania Marcellina
Vipsania Marcellina (anche nota come Vipsania Marcella Minore, in latino Vipsania Marcella Minor; Roma, fra il 27 a.C. e il 21 a.C. – ...) è stata una nobildonna romana, figlia di Marco Vipsanio Agrippa e di Claudia Marcella maggiore.

## Biografia
Nata fra il 21 e il 27 a.C., era con tutta probabilità la seconda e ultima figlia di Marco Vipsanio Agrippa e della sua seconda moglie Claudia Marcella maggiore, nipote dell'imperatore Augusto. Alcuni, tuttavia, ritengono che in realtà i due avessero un'unica figlia, Vipsania Marcella, e che le fonti siano state erroneamente interpretate, scindendola in due sorelle.  
Venne data in moglie a Marco Emilio Lepido, il cui padre aveva sposato in seconde nozze Claudia Marcella minore, sorella della madre di Vipsania Marcellina, mentre la madre, Cornelia Scipione, era figlia di Scribonia, seconda moglie divorziata di Augusto, dal suo secondo matrimonio. Ebbero due figli: Marco Emilio Lepido, che sposò Drusilla, sorella dell'imperatore Caligola, ed Emilia Lepida, che sposò Druso Cesare e fu la presunta amante del prefetto Seiano, e che si suicidò nel 36 quando fu provato che avesse una relazione adultera con uno schiavo.